# Ромеро, Джон
Альфонсо Джон Роме́ро (англ. Alfonso John Romero, род. 28 октября 1967 года; Колорадо-Спрингс, Колорадо, США) — американский программист и геймдизайнер. Долгое время работал в компании id Software и является одним из её основателей. Один из популяризаторов жанра шутера от первого лица, участвовал в разработке таких игр, как Wolfenstein 3D, Doom, Doom II и Quake.

## Карьера
Первую игру Джон Ромеро написал в 1984 году — тогда это был проект Scout Search про поиски в лабиринте, опубликованный в журнале inCider. Несколько позже Ромеро победил в конкурсе программистов, проводившемся изданием A+, с игрой Cavern Crusader.
Промышленной разработкой Джон занялся в 1987 году, устроившись в компанию Origin Systems, где работал над портированием игры 2400 A.D. с Apple II на Commodore 64. После того, как портирование было отменено (из-за плохих продаж оригинальной версии), его перевели на проект Пола Ньюрэта (Paul Neurath) Space Rogue. Тогда же Ромеро получил предложение перейти в организованную Ньюрэтом Blue Sky Productions (будущую Looking Glass Technologies). Однако Ромеро предпочёл скооперироваться с другими талантливыми программистами и создать собственную студию — Inside Out Software. В её стенах Джон перенес Might & Magic II с Apple II на Commodore 64.
Вскоре Джон со своим коллегой и другом Лэйном Роутом (Lane Roathe) покинул Inside Out Software и основал собственную компанию — Ideas From The Deep. Вместе они выпустили Zappa Roids для Apple, Apple II и PC, а заодно разработали графическую оболочку для игровых приложений Apple II. Но и здесь Ромеро не задержался надолго — в марте 1989 года он перешел в Softdisk, где познакомился со своим тёзкой Джоном Кармаком. Однако уже через год он покинул компанию. В 1991 году Джон Ромеро, Джон Кармак и Том Холл создают id Software.
Образ протагониста на обложке к Doom был срисован с Джона Ромеро. Для создания обложки к Doom сотрудники Id Software пригласили художника Дона Пунчаца, который в дальнейшем нарисовал обложку к игре, и профессионального мужчину-модель, который должен был изображать протагониста. Ромеро объяснил, что он хотел бы видеть на обложке главного героя, стоящего на скале и стреляющего в огромное количество демонов, но несмотря на объяснения, модель не мог понять, как это надо изобразить. В итоге Ромеро снял с себя футболку, взял игрушечный пистолет и попросил модель схватить его за руку, как это делал один из демонов на обложке, начал позировать и воскликнул: «Это я и имел в виду!». Это и сочли лучшим вариантом обложки.
После нескольких лет успешного сотрудничества у Кармака и Ромеро возникли серьёзные разногласия — они поссорились и расстались. Кармак до 2013 года возглавлял id, а Ромеро основал несколько компаний и сменил не одну работу. Его первым детищем стала Ion Storm, печально знаменитая экшеном Daikatana. Работа над игрой шла три года, но проект в итоге провалился. Благодаря хорошей рекламе компания продала более двухсот тысяч копий за первый год, но крупнейшие игровые издания занесли долгострой в списки худших поделок, а сам Ромеро был вне себя от злости. После холодного приёма критиков он временно покинул индустрию PC-игр и занялся интерактивными развлечениями для мобильных телефонов и КПК. Основанная им студия Monkeystone Games, среди прочего, выпустила Red Faction для Nokia N-Gage и юмористическую аркаду Hyperspace Delivery Boy, отметившуюся даже на РС.
После ухода из Midway Games Ромеро трудился в собственной безымянной компании над «совершенно секретным» сетевым FPS-проектом для консолей и ПК, первая информация о котором обещала появиться в 2007 году, но так и не была обнародована в обещанный срок. По неподтвержденным данным, в 2008 году Ромеро сообщил об отмене проекта, но позже Том Мастейн связался с изданием, опубликовавшим информацию, и опроверг её заявлением, что проект находится в режиме скрытой разработки.
В 2010 году Ромеро совместно с выходцами из Sir-Tech Брендой Брэтуайт и Робертом Сиротеком основали компанию Loot Drop, занимающейся разработкой казуальных игр для социальной сети Facebook. Позднее к ним присоединился Том Холл. Первая игра студии, Cloudforest Exploration, планировалась к выходу летом 2011 года.

## Личная жизнь

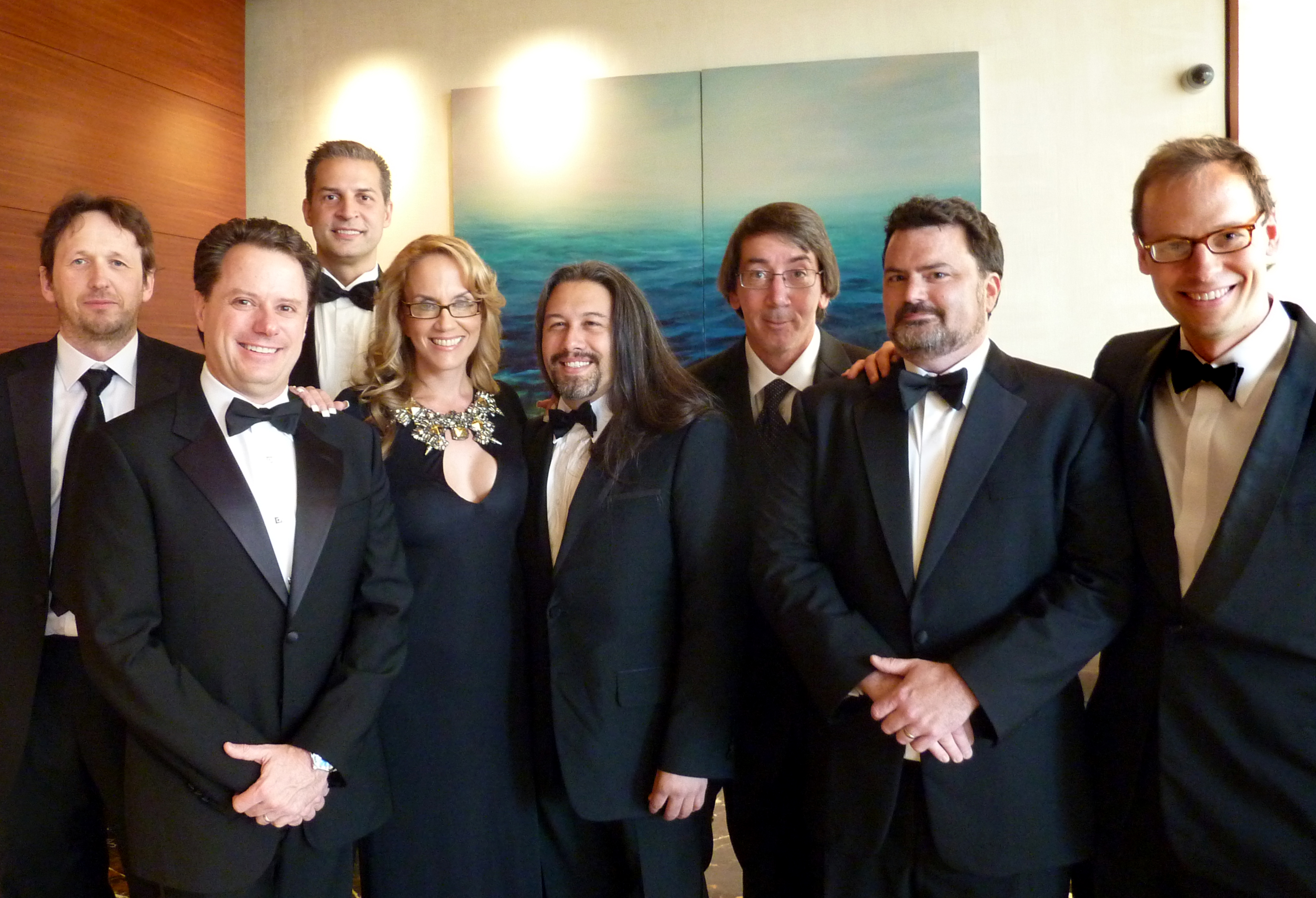
Род Хамбл, Луис Кастл, Дэвид Перри, Бренда Брэтуайт, Джон Ромеро, Уилл Райт, Тим Шейфер, Тим Хэкер на вручении премии BAFTA, 2011 год

Ромеро познакомился со своей первой женой Келли Митчелл в 1987 году. В то время Джон работал в ресторане сети Burger King в городе Роклин, Калифорния. У них было двое детей (Майкл Альфонсо и Стивен Патрик Ромеро). Со второй женой, Элизабет Энн Мак Колл, Ромеро познакомился в 1990 году, в тот момент она работала в компании Softdisk в городе Шревепорт, Луизиана. У них родилась дочь Лилия Антуанетта Ромеро. После этого у Ромеро был роман со Стиви Кейс (англ.), девушкой-геймером, ставшей известной после её победы над Джоном в игре Quake. Их отношения продолжались с 1998 года до мая 2003 года. В январе 2004 года Джон Ромеро женился на девушке по имени Ралука Александра Плесса в её родном городе Бухаресте. В начале 2010 года пара развелась. В данный момент[когда?] Джон находится в отношениях с Брендой Гарно Братуэйт, коллегой по Loot Drop.

## Основные проекты
- Dangerous Dave (1988, автор)
- Commander Keen (1991, программист, дизайнер)
- Catacomb 3-D (1991, программист, дизайнер)
- Wolfenstein 3D (1992, программист, дизайнер)
- Spear of Destiny (1992, программист, дизайнер)
- Doom (1993, программист, дизайнер)
- Heretic (1994, продюсер)
- Doom II: Hell on Earth (1994, дизайнер)
- Hexen (1995, продюсер)
- Quake (1996, главный дизайнер)
- Daikatana (2000, главный дизайнер, продюсер)
- Hyperspace Delivery Boy (2001, дизайнер, программист)
- Red Faction для Nokia N-Gage (2003, дизайнер, программист)
- Gauntlet: Seven Sorrows (2005, дизайнер)
- Blackroom (2018, дизайнер, программист)